# Socha Emila Zátopka
Socha Emila Zátopka, kterou vytvořil akademický sochař Radim Hanke ve spolupráci s architektem Františkem Petrem, se nachází na Stadionu mládeže ve Zlíně ve Zlínském kraji.

## Historie a popis díla
Dílo z bronzu a betonového podstavce představuje čtyřnásobného československého olympijského vítěze Emila Zátopka. Jde o poměrně realistické zachycení při běhu, kdy Emil Zátopek ve sportovním oblečení dokončuje svůj dlouhý krok, hlavu má mírně zakloněnou, záda trochu prohnutá, v tváři charakteristický "výraz utrpení či vypětí". To věrně popisuje nezaměnitelný běžecký styl Emila Zátopka. Výška díla je 1,9 m. Zlín je místo, kde slavný běžec s atletikou začínal. Socha vznikala v letech 2013 až 2014 a instalovaná byla v roce 2014.
Konzultačně se na díle podílela také manželka Emila Zátopka, paní Dana Zátopková.

## Galerie

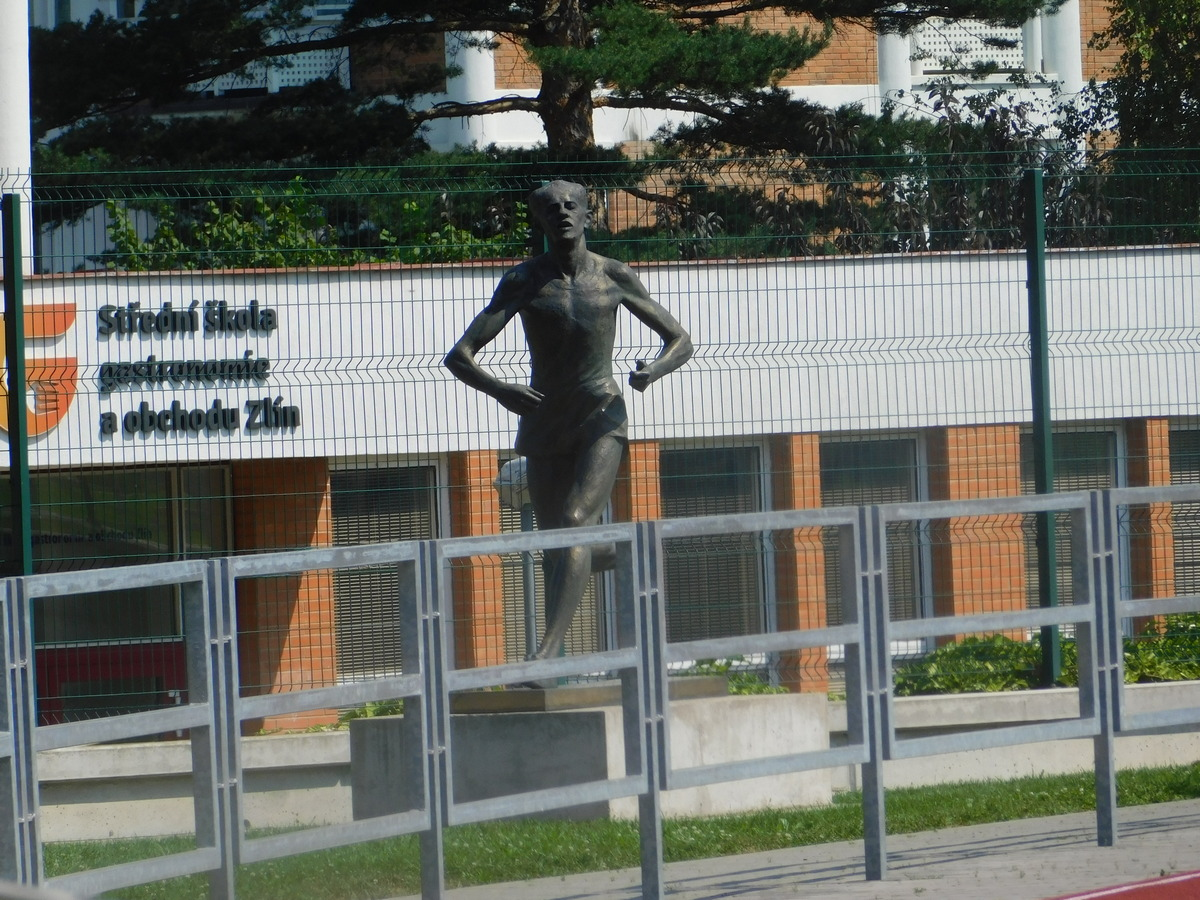
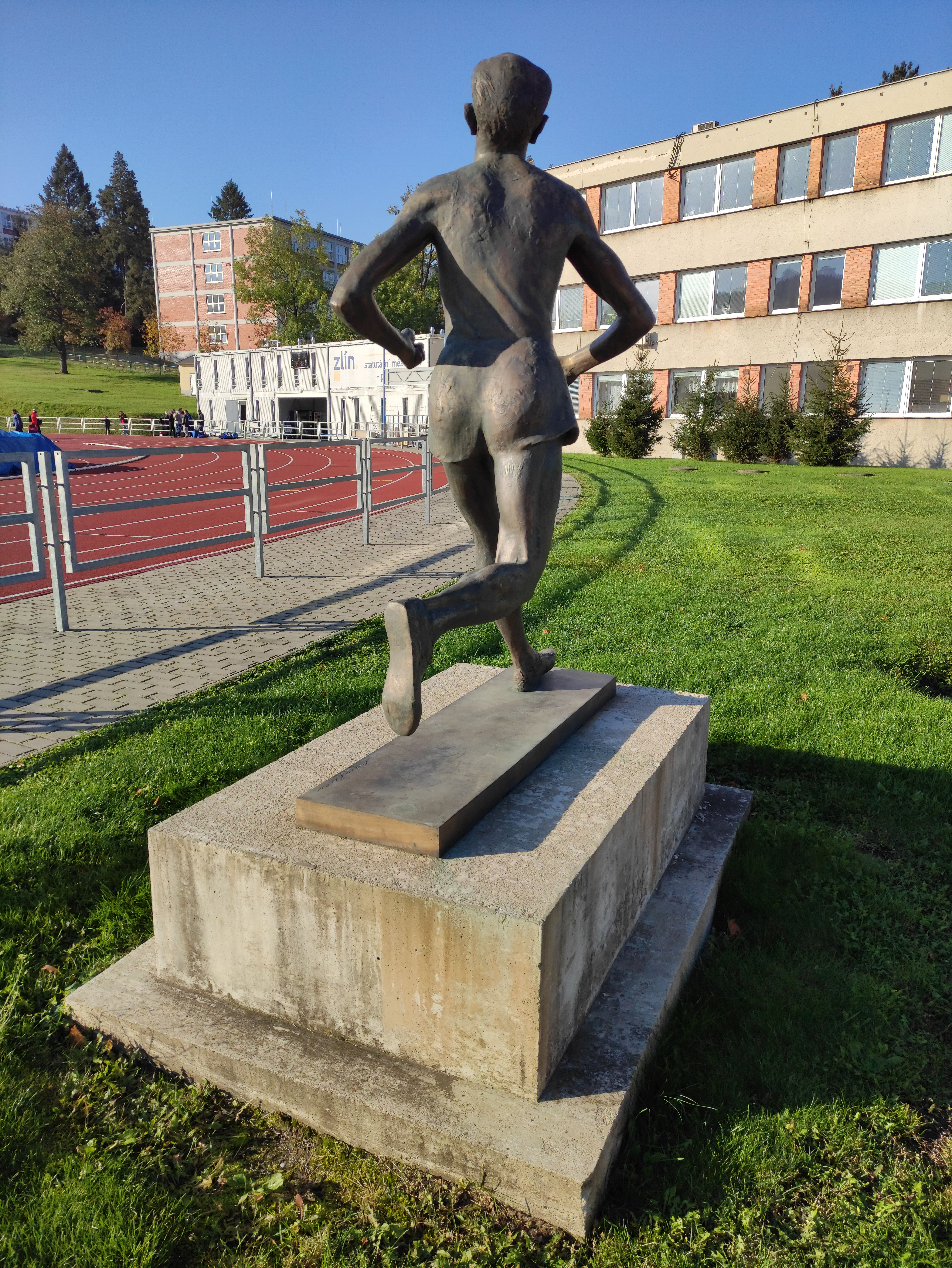
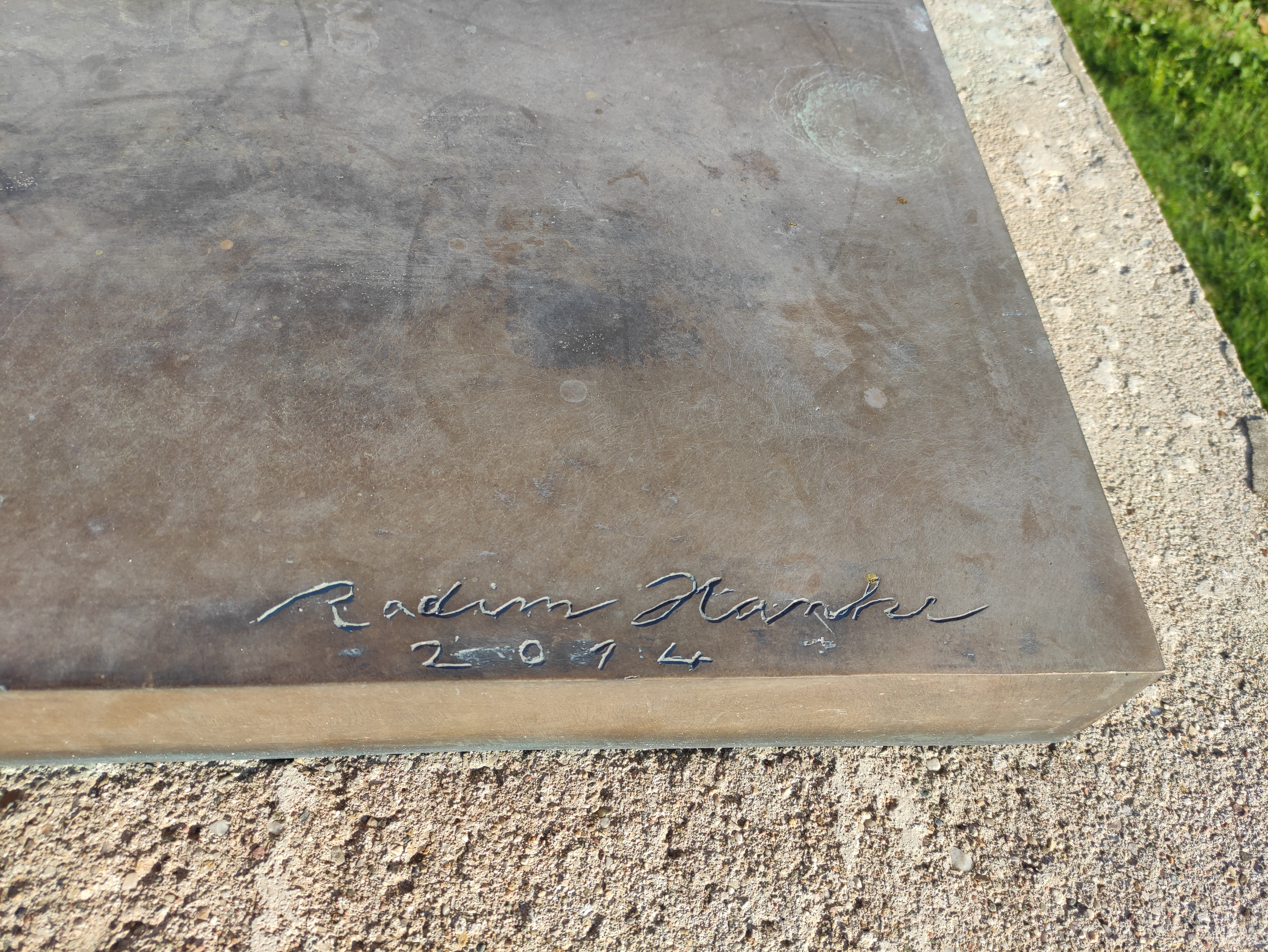

## Poznámka
Plastika Paavo Nurmiho, který také patří mezi nejslavnější běžce lidské historie, se podobá soše Emila Zátopka.